# Spiraeanthemum serratum
Spiraeanthemum serratum är en tvåhjärtbladig växtart som beskrevs av John Wynn Gillespie. Spiraeanthemum serratum ingår i släktet Spiraeanthemum och familjen Cunoniaceae. Inga underarter finns listade i Catalogue of Life.